# Michael Oberland
Michael Oberland (* 15. März 1960 in Hagen; † 18. August 2015 in Köln) war ein deutscher Basketballspieler.

## Leben
Oberland, ein zwei Meter großer Flügelspieler, stieg 1980 mit der Mannschaft der BG Hagen von der 2. Basketball-Bundesliga in die Basketball-Bundesliga auf spielte mit der BG 1980/81 dann in der obersten deutschen Spielklasse und nach dem Abstieg 1981 wieder in der 2. Bundesliga.
Insgesamt gehörte Oberland, der in Basketballkreisen den Spitznamen „Baba“ trug, 20 Jahre zur Herrenmannschaft der BG Hagen. Er wurde zum Ehrenkapitän der BG ernannt und vom TSV Fichte Hagen 1863 mit der Silbernen Vereinsnadel ausgezeichnet.
Oberland starb 2015 im Alter von 55 Jahren und wurde auf dem Friedhof Remberg in Hagen beigesetzt.